# ديفيد ميتشيل (لاعب كرة قدم)
ديفيد ميتشيل (بالإنجليزية: David Mitchell)‏ هو لاعب كرة قدم بريطاني (وحمل سابقاً جنسية المملكة المتحدة لبريطانيا العظمى وأيرلندا) في مركز نصف الجناح، ولد في 29 أبريل 1866 في المملكة المتحدة، وتوفي في 6 ديسمبر 1948 في المملكة المتحدة. شارك مع منتخب اسكتلندا لكرة القدم. أما مع النوادي، فقد لعب مع نادي رينجرز ونادي كيلمارنوك ورابطة كرة القدم الاسكتلندية الحادية عشر ‏.

## وصلات خارجية
- دايفيد ميتشيل على موقع الاتحاد الإسكتلندي (الإنجليزية)
- دايفيد ميتشيل على موقع قاعدة بيانات كرة القدم.إي يو (الإنجليزية)
- دايفيد ميتشيل على موقع ناشيونال فوتبول تيمز (الإنجليزية)